# Apparizione della Madonna al sordomuto Filippo Viotti
L'Apparizione della Madonna al sordomuto Filippo Viotti è un dipinto a olio su tela (226x177 cm) del Moretto, databile al 1534 circa e conservato nel santuario della Madonna di Paitone a Paitone, in provincia di Brescia.
Il dipinto rientra nella maturità artistica del Moretto e costituisce un episodio abbastanza separato dal suo stile di questo periodo, poiché eseguito riproducendo in modo più fedele possibile il racconto del giovane sordomuto Filippo Viotti, al quale nell'agosto del 1532 era apparsa la Madonna ed era miracolosamente guarito. Il dipinto è caratterizzato dalla fluente veste della Vergine, di pregevolissima resa artistica, e dalla estrema concretezza della figurazione, dove il sacro è completamente tradotto nel reale ed è assente qualsiasi elemento miracolistico.

## Storia
Il dipinto è ricordato per la prima volta da Carlo Ridolfi nel 1648, il quale scrive che "nella chiesa posta nella cima di monte Paitone ammirasi ancora una miracolosa immagine della Vergine che fece il Moretto a petizione di quel Comune per un tale miracolo avvenuto". Lo studioso aggiunge poi un lungo racconto, molto enfatizzato, del miracolo avvenuto e di come il pittore si accinse ad eseguire la commessa: "Raccoglieva un contadinello (Filippo Viotti) more silvestri nel seno di quel monte, a cui apparve Maria Santissima in sembiante di grave Matrona, cinta di bianca veste, commettendogli, che facesse intendere a que' Popoli, che al di lei nome edificassero una Chiesa in quella sommità, che in tal modo cessarebbe certo infortunio di male, che gli opprimeva (era sordomuto). Ubbidì il garzoncello, et ottenne anch'egli la sanità: Edificato il Tempio, fu ordinata la pittura al Moretto; il quale con ogni applicatione si diede a compor la figura della Vergine, nella guisa che riferiva il Rustico (cioè tentando di attenersi alla descrizione fatta dal contadino): ma affaticandosi invano, pensò che qualche suo grave peccato gl'impedisse l'effetto, onde riconciliatosi con molta divotione con Dio, prese la Santissima Eucharistia, ed indi ripigliò il lavoro, e gli venne fatta l'Imagine in tutto simigliante a quella che haveva veduto il Contadino, che ritrasse a' piedi, col cesto delle more al braccio, onde viene frequentata da continue visite de' Popoli, mediante la quale ottengono dalla Divina mano gratie e favori".
L'apparizione miracolosa, avvenuta nell'agosto del 1532, porta quindi alla nascita del santuario della Madonna di Paitone: la costruzione viene autorizzata l'11 maggio 1534 da Mattia Ugoni, ausiliario del vescovo di Brescia Francesco Corner. Tale Mattia Ugoni aveva già avuto rapporti con il Moretto: nel 1520, infatti, il pittore aveva ottenuto dal Comune di Brescia la commessa per la realizzazione dello stendardo delle Sante Croci proprio grazie a questo personaggio. Non è inverosimile, pertanto, che anche in questo caso sia stato l'Ugoni a suggerire il nome del Moretto alla comunità di Paitone.
Il dipinto rimane nella sua collocazione originaria, dove viene lodato da tutta la letteratura artistica antica, fino al 1915 quando, per ripararlo da eventuali danni durante la prima guerra mondiale, viene rimosso e trasportato a Roma a cura del Ministero della pubblica istruzione. Terminato il conflitto nel 1918, però, la comunità lo richiede prontamente indietro. L'opera viene quindi rimessa al suo posto sull'altare maggiore, dove si trova tuttora.

## Descrizione
Il dipinto, semplice e immediato, raffigura la Madonna in posizione eretta, con le mani sul petto, davanti al giovane Filippo Viotti. Il fanciullo è scalzo e vestito molto semplicemente, con una veste scura sopra una camicia bianca a maniche ravvolte. In mano tiene un cesto pieno, stando al racconto, di more. La Madonna è invece ricoperta da un'ampia e fluente tunica bianca, dai lunghi drappeggi: il capo è coperto da un velo scuro e ai fianchi è stretta una cintura, i cui lembi sono mossi dal vento. Immediatamente dietro alle due figure si scorge un declivio dai tratti montuosi, mentre all'orizzonte, a destra della Madonna, si intravedono nella foschia montagne più aspre. Il cielo è invece scuro, rigato da nubi.

## Stile

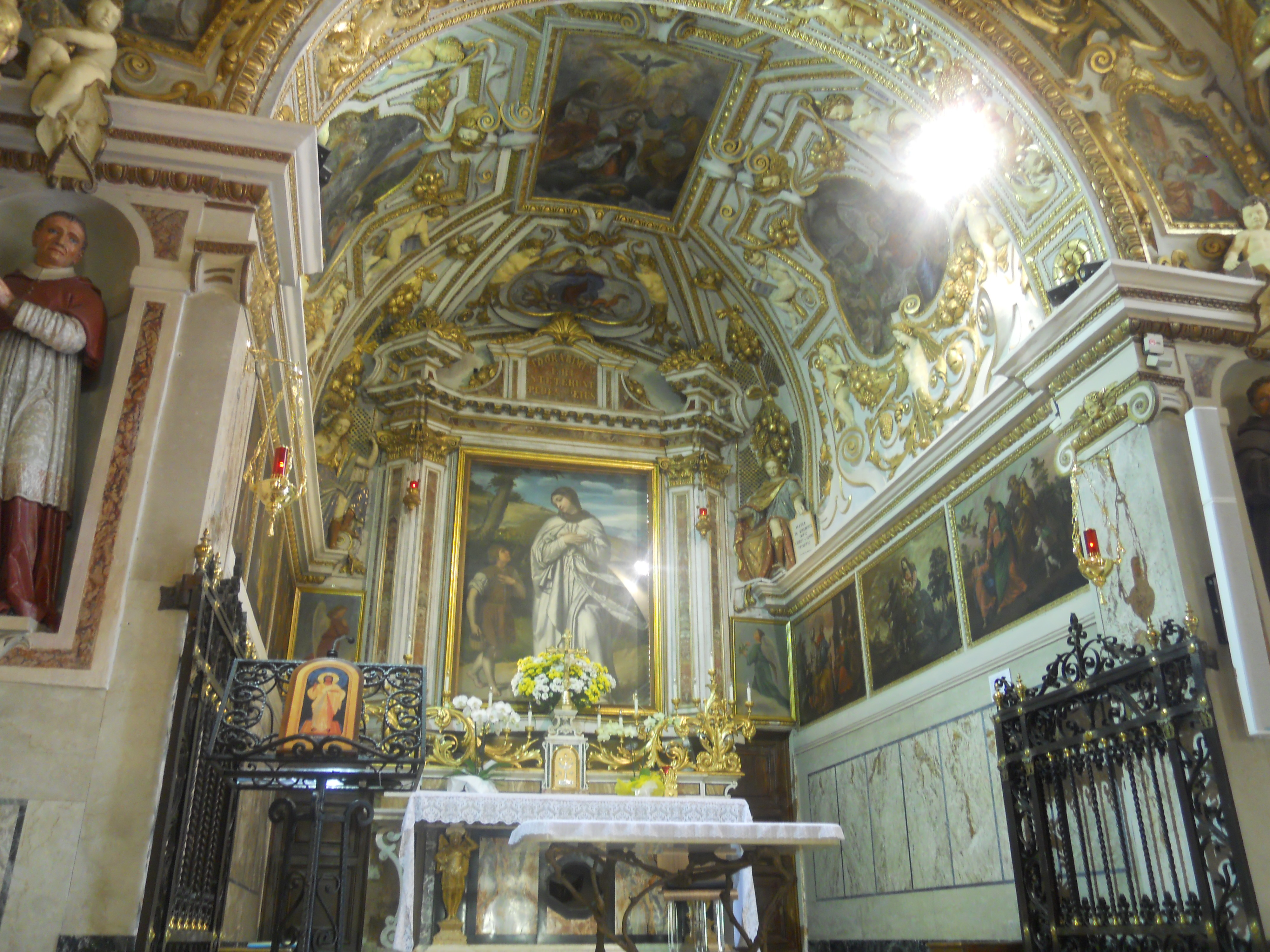
La tela nella sua collocazione all'altare maggiore del santuario

Del dipinto esiste una copia, conservata nella Gemäldegalerie Alte Meister di Dresda, che riproduce solamente la figura della Madonna. La prima analisi critica dell'opera del Moretto, condotta da Joseph Archer Crowe e Giovanni Battista Cavalcaselle nel 1871, viene eseguita sulla base della tela di Dresda, definita "un buon lavoro del Moretto". I due critici, comunque, non vedono il dipinto di Paitone e anche altri studiosi, in saggi precedenti, erano caduti nello stesso errore, ampiamente condannato da Giovanni Morelli nel 1886. Lo studioso definisce la Madonna lì dipinta una "monaca goffa, dall'aspetto isterico, senza sangue e senz'ossa" e, dopo averla dichiarata una "miserabile copia del secolo scorso", richiama l'attenzione "sull'espressione svenevole e sciocca di questa Madonna, sullo stridente color mattone del suolo", avvertendo poi che "nell'originale questa figura di donna, appunto per la delicata tinta argentina della sua lunga veste bianca, fa un'impressione profondamente poetica".
Analisi più attenta è condotta da Gustavo Frizzoni nel 1893, che considera l'opera "una delle creazioni più delicate e più intimamente sentite" del Moretto e stabilisce un parallelismo con la Santa Giustina di Padova e un donatore conservata a Vienna, osservando che se quest'ultimo dipinto "risponde all'espressione di un voto signorile e ad aristocratica provenienza, quello dell'agreste santuario è invece un ex voto eminentemente popolare". Secondo Michele Biancale, nel 1914, il raffronto tra i due dipinti trova fondamento nella capacità dimostrata dal pittore di "aver saputo conciliare una tradizione di plastica solidità (comune ad entrambi) col mutato criterio del colore e della luce, santa Giustina colorata e illuminata e questa Madonna velata e argentea. Così la forza quieta e riposata delle due opere nasce appunto dal perfetto rapporto delle masse del colore, [...] sì che ci stupisce quella cintura annodata che prende, essa da sola, il vento delle colline". La scheda compilata da Fausto Lechi e Gaetano Panazza alla mostra sulla pittura bresciana del 1939 si sofferma invece sull'aspetto maestoso e gentile della Madonna, sull'atteggiamento devoto del sordomuto e sulla velatura argentina di tutto il quadro, tenuto volutamente su toni delicati e sommessi.
Valerio Guazzoni, nel 1981, analizza il rapporto tra il dipinto e il racconto tramandato dal Ridolfi, concludendo che il Moretto abbia davvero voluto fare un'opera che riproducesse con fedeltà il racconto del fanciullo. "Come altrimenti dar conto della grande libertà d'immagine, veramente senza riscontro nell'iconografia sacra, e della particolarità dei dettagli, dal canestrino di more al velo della Madonna? Il carattere soprannaturale dell'avvenimento, che per la sua semplicità si distingue dalle tante, appassionate visioni e esperienze di mistici contemporanei, viene potenziato, proprio sottolineandone la concretezza e la povertà. Il dipinto di Paitone è il contributo più originale dell'artista a quel nuovo fervore nella devozione alla Vergine caratteristico di questi anni ed al quale forse non fu estranea la volontà di contrastare certi spunti antimariani della propaganda protestante". In uno studio successivo del 1986 il Guazzoni tornerà su questi argomenti, osservando che "l'originalità dell'opera [...] consiste nella soppressione di ogni elemento miracolistico e nella integrale trasposizione del sacro nel reale, attuata seguendo fedelmente il racconto del protagonista, idea questa del sacro che non si rivela in sé, ma si nasconde nell'umano, sotto apparenze quotidiane e comuni".